# Ukmergė

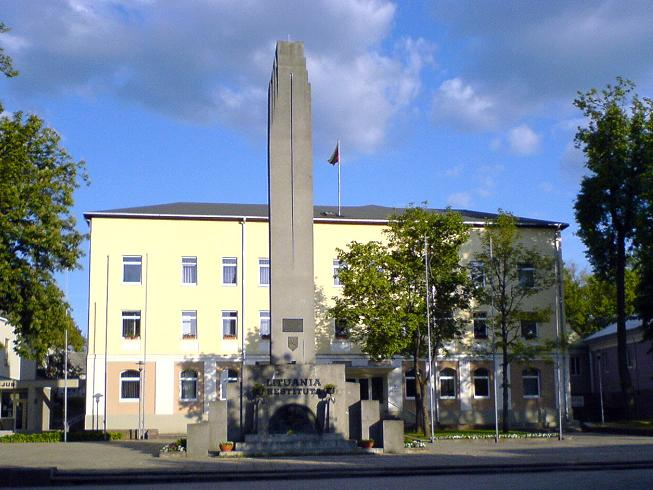
Un monumento "Lithuania Restituta".

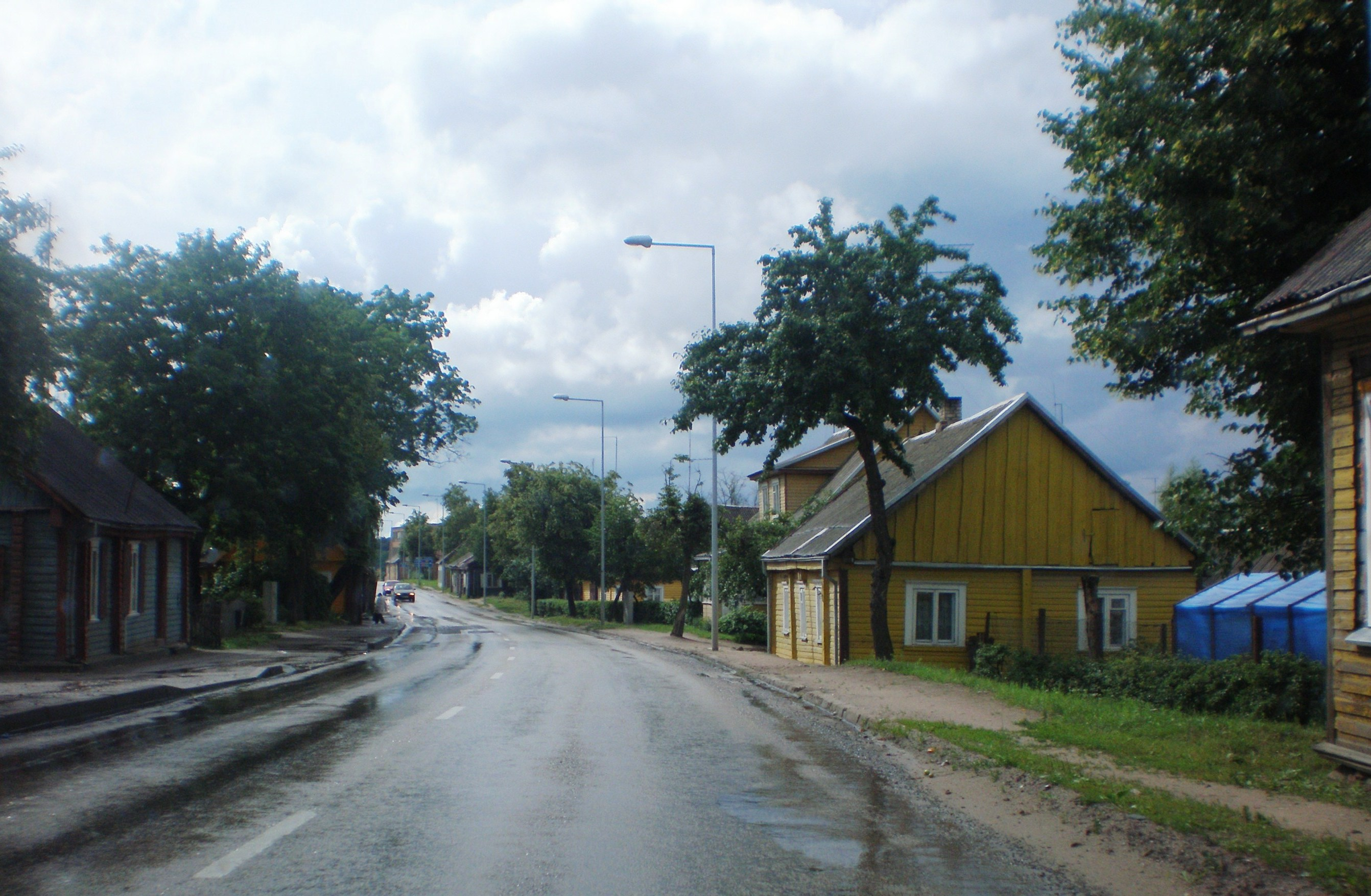
Una calle de la ciudad.

Ukmergė (pronunciaciónⓘ) es una ciudad de Lituania, ubicada en la región central de Aukštaitija, en el Condado de Vilna. Se emplaza a orillas del río Šventoji, a 76 km al noroeste de Vilna, la capital del país, y a 71 km al noreste de Kaunas. Tiene 22.253 habitantes (según el censo de 2015). Ukmergė es capital del municipio homónimo y también de las comunas de Ukmergė y Pivonija.
Ukmergė es una de las ciudades más antiguas de Lituania; su construcción data de 1333. Hubo dos castillos medievales: uno de madera (quemado en 1391) y otro de piedra (construido en el siglo XV). Hasta la Primera Guerra Mundial, la ciudad era conocida como Vilkmergė o Vilkomir.
En la ciudad hay tres iglesias católicas (San Pedro y San Pablo, Santa Trinidad, y Santa Bárbara) y también una iglesia ortodoxa. Existe un museo de estudios regionales, y un hospital. Además, por su ubicación en el centro del país, Ukmergė es un importante cruce de carreteras, conectando las rutas desde y hacia Kaunas, Daugavpils, Vilna, Panevėžys, Molėtai y Kėdainiai.